# Škorpijon (lik)
Škorpijon (MacDonald "Mac" Gargan) je izmišljena oseba in stripovski superzlobnež, ki se pojavlja v stripih ameriške založbe Marvel. Ustvarila sta ga risarja Stan Lee in Steve Ditko, prvič pa se je pojavil v stripu The Amazing Spider-Man #19 (december 1964). Mac Gargan je ponavljajoči se antagonist superjunaka Petra Parkerja / Spider-Mana. Najet je bil kot zasebni detektiv, ki ga je najel J. Jonah Jamesona, da bi izvedel, kako je Peter Parker fotografiral Spider-Mana. Jameson se je kmalu odločil spremeniti Gargana v smrtonosnega nasprotnika za Spider-Mana s komaj preizkušenim postopkom, ki je Garganu pustil neodstranljiv škorpijonu podoben oklep in plenilske nagone pajkovca. Gargan, ki ga je obnorela njegova mutacija, je zapadel v kriminal kot Škorpijon in nadaljeval z grožnjami tako Spider-Manu kot Jamesonu, ki ju je imel za odgovornega za njegovo preobrazbo.
Škorpijon se je pojavil v filmu Spider-Man: Vrnitev domov, kjer ga je upodobil igralec Michael Mando.